# Lorens von der Linde
Lorens von der Linde, född 20 juli 1610 i Stockholm, död där 25 juni 1670, friherre (1653), militär; generalmajor 1647, riksråd 1653, general 1655, fältmarskalklöjtnant 1658, fältmarskalk 1665. Son till Erik Larsson von der Linde.

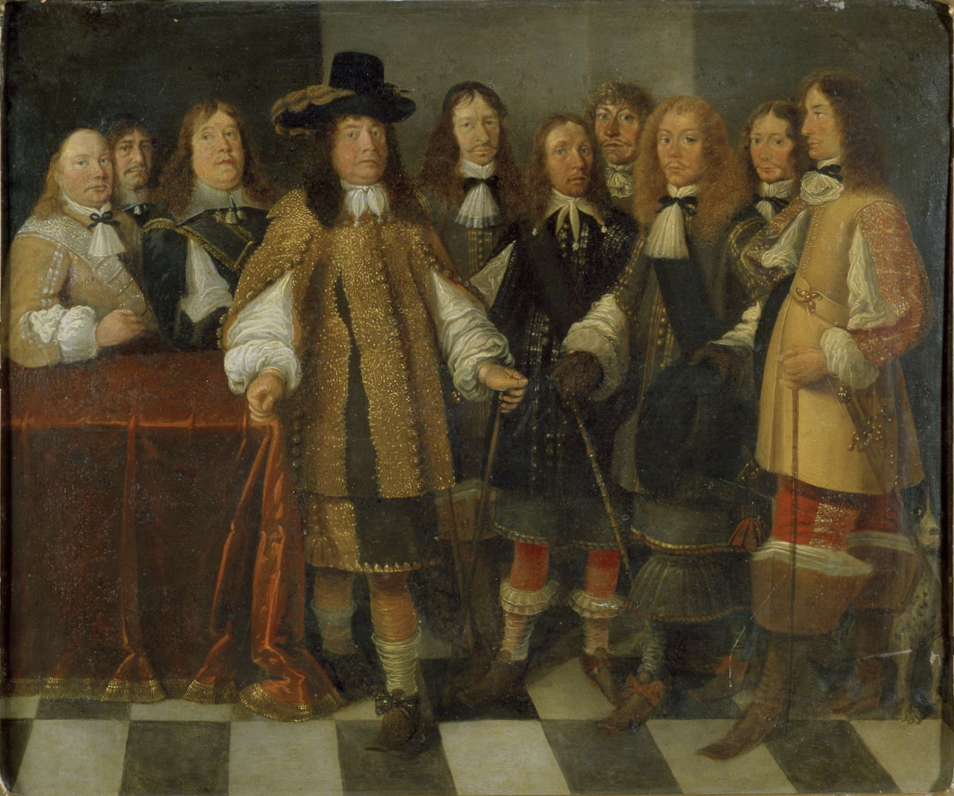
Lorens von der Linde med sina officerare. Oljemålning på koppar från 1650-talets senare hälft av okänd konstnär.

## Biografi
von der Linde avancerade under trettioåriga kriget upp till överste för ett regemente tyskar och generalmajor av infanteriet 1647. Samma år erhöll han fullmakt som kommendant i Stade efter den förestående Westfaliska freden. Senare var han "capitainemajor" vid livgardet. 14 maj 1653 upphöjdes han tillsammans med sina bröder Jakob och Erik till friherre, och 3 oktober samma år intogs han av drottning Kristina i riksrådet. På krigarbanan steg Linde 1655 till general av infanteriet, 1658 till fältmarskalklöjtnant och 1665 till fältmarskalk.
Under polska kriget var han 1655 guvernör i Elbing och överkommendant över garnisonerna i Preussen och Pommerellen, sedan blev han hertig Adolf Johans närmaste man och från augusti 1659 hans efterträdare i styrelsen över Västpreussen och befälhavare över den svenska hären där.
På grund av riksmarskens frånvaro presiderade i regel Linde som äldsta närvarande riksråd i Krigskollegiet 1667–69.
Linde ansågs vara en levnadsglad och vänsäll person. Han tillhörde Bengt Horns krets, stod i gunst hos drottning Kristina och var nära förtrogen med Karl X Gustav före hans tronbestigning. Brev från Linde till Karl Gustav 1647 med enträgna maningar till tålamod och lugn avvaktan har tryckts i
"Handl. rör. Skandinaviens historia", band XXVII (1845). I augusti 1654 framförde Linde Karl Gustavs frieri hos hertig Fredrik III av Holstein-Gottorp. I september 1660 sändes han av rådsregeringen att möta den abdikerade drottning Kristina vid hennes besök i Sverige. Hans uppdrag var att förhindra hennes ankomst till riksdagen, men han kunde eller ville inte utföra sitt uppdrag. I rådets senare strider räknades Linde till rikskanslern  Magnus Gabriel De la Gardies vänner.
Som tecknare och konstnär är han representerad vid bland annat Kalmar läns museum.